# Zentrum für Versorgungsforschung Köln
Das Zentrum für Versorgungsforschung Köln (ZVFK) ist ein Netzwerk für die Versorgungsforschung an der Universität zu Köln. Sein Zweck ist die interdisziplinäre Kooperation von Versorgungsforschern im Gesundheitswesen. Ein wichtiges Ziel ist in diesem Rahmen die wissenschaftliche Untersuchung der Wirksamkeit von Behandlungs- und Versorgungsmethoden, Verfahren, Leitlinien und Organisationen und Vorgängen im Gesundheits- und Versorgungswesen (z. B. Krankenhäuser, Rehabilitationskliniken und Behinderteneinrichtungen).
Gegründet wurde das ZVFK im Jahr 2001 an der Medizinischen Fakultät und 2011 auf Forschungseinrichtungen der Humanwissenschaftlichen Faktultät. Aktuell sind 19 Einrichtungen an der Universität zu Köln Mitglieder des Zentrums (Stand 2020). Geschäftsführender Direktor ist Holger Pfaff. Das Netzwerk ist assoziiertes Mitglied des Deutschen Netzwerks Versorgungsforschung.

## Projekte
Ausgewählte gemeinsame Forschungsprojekte von ZVFK-Mitgliedern (Stand Januar 2021) sind
- CoRe-Net: Kölner Kompetenznetzwerk aus Praxis und Forschung - Interdisziplinäres Netzwerk für eine bessere Patientenversorgung in Köln[3]
- Integrierte sektorenübergreifende Psychoonkologie (isPO)[4]
- Versorgungsforschung im letzten Lebensjahr (CoRe-Web)[5]